# Jordbrukare-Ungdomens Förbund
Jordbrukare-Ungdomens Förbund (JUF) bildades 1918 och är en partipolitiskt och religiöst obunden förening som bland annat har till syfte att "utveckla ungdomsaktiviteter kring natur, miljö och jordbruk, samt i övrigt stimulera en allmän kulturell verksamhet". Den första JUF-avdelningen blev Erkheikki i Tornedalen. På 1940-talet hade förbundet ca 40 000 medlemmar. I dag[när?] är ca 4 000 personer medlemmar, fördelade på 191 avdelningar i 25 JUF-distrikt (län).[källa behövs]
Förbundet har lagt grunden till flera verksamheter som genom åren knoppats av som Studiefrämjandet och Valla folkhögskola. Organisationen spelade en viktig för spridningen av volleyboll i Sverige.